# Nausibius sahlbergi
Nausibius sahlbergi är en skalbaggsart som beskrevs av Antoine Henri Grouvelle 1896. Nausibius sahlbergi ingår i släktet Nausibius och familjen smalplattbaggar. Inga underarter finns listade i Catalogue of Life.